# Собко Роман Юрійович
Рома́н Ю́рійович Собко — майор медичної служби Збройних сил України.

## З життєпису
В мирний час працює у Львові, дитячий анестезіолог. Разом з братом Андрієм надавав медичну допомогу у складі передової медичної групи з жовтня 2014-го. Разом з колегою Дмитром Бешлеєм здійснили в зоні бойових дій понад 550 операцій. Загалом брати Собки евакуювали 700 людей, здійснили 400 складних операцій, пролікували 120 цивільних осіб і 10 дітей.

## Нагороди
За особисту мужність і героїзм, виявлені у захисті державного суверенітету та територіальної цілісності України, вірність військовій присязі під час російсько-української війни
- нагороджений орденом Богдана Хмельницького III ступеня (3.11.2015).
- нагороджений орденом за мужність ІІІ ступеня
- срібним хрестом
- медаль за врятоване життя